# ناحیه نقوسه
ناحیه نقوسه (به عربی: النقوسة) یک ناحیه در الجزایر است که در استان ورقله واقع شده‌است.

## خصوصیات
ناحیه نقوسه ۲٬۷۴۰ کیلومترمربع مساحت و ۱۶٬۵۸۱ نفر جمعیت دارد و ۱۲۷ متر بالاتر از سطح دریا واقع شده‌است.